# Liste von außergewöhnlichen Namen aus der Biologie
In diesem Artikel werden wissenschaftliche Benennungen gesammelt, die im Rahmen gültiger biologischer Nomenklaturregeln außergewöhnlich erscheinen. Die Namensgebung in der Biologie ist eindeutig durch verschiedene international gültige Regelwerke und Vereinbarungen reglementiert. In Werken wie den Internationalen Regeln für die Zoologische Nomenklatur oder dem Internationalen Code der Botanischen Nomenklatur ist festgelegt, wann ein wissenschaftlicher Name rechtmäßig ist und wann er nicht akzeptiert wird.
Immer wieder gibt es kreative Benennungen mit einem gewissen „Unterhaltungswert“. Dies kann aufgrund der Auswahl des Namens (Benennung etwa nach einer Musikgruppe, einem Film o. ä.), der Länge des Namens, seiner Buchstabenzusammensetzung (Palindrom, viele Vokale) oder anderer Eigenschaften sein. Benennung nach prominenten Personen (Dedikationsname), etwa Politikern oder Künstlern, ist dabei zu allen Zeiten vielfach üblich gewesen und für sich betrachtet keine auffallende Besonderheit.

## Auffällige Worte

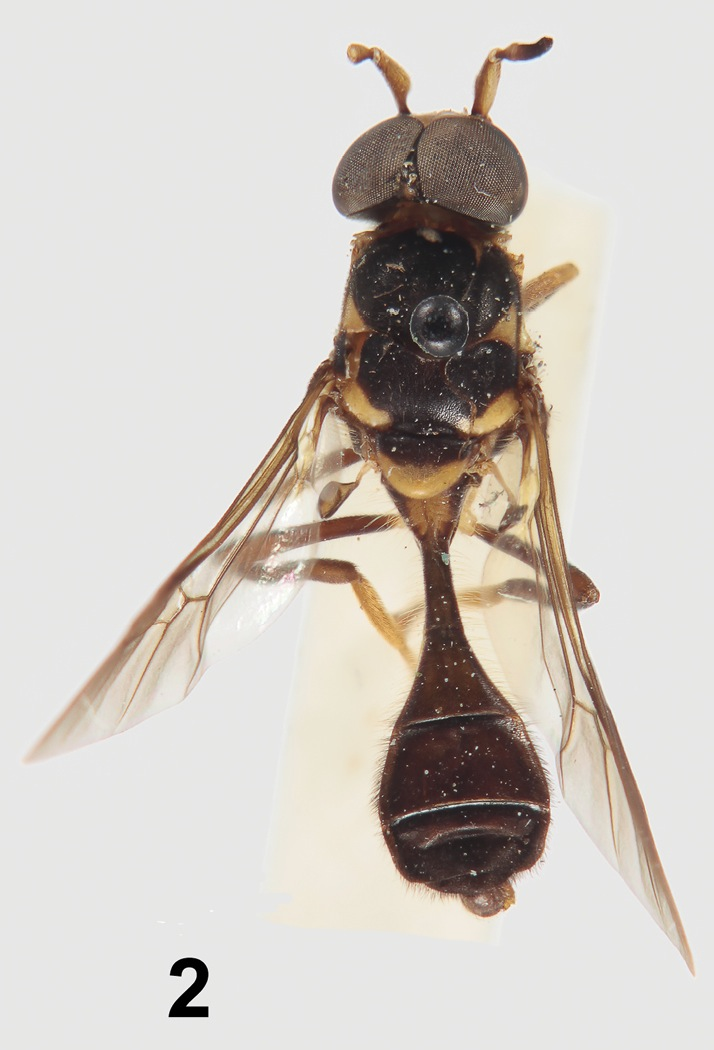
Parastratiosphecomyia stratiosphecomyioides

### Lange Namen
- Archaeohystrichosphaeridium, der Gattungsname eines fossilen Vertreters der Acritarcha.
- Myxococcus llanfairpwllgwyngyllgogerychwyrndrobwllllantysiliogogogochensis, ein 2020 im walisischen Ort Llanfairpwllgwyngyll entdecktes Bakterium, trägt den aktuell längsten wissenschaftlichen Namen aller Lebewesen.[1][2]
- Ophiognomonia clavigignenti-juglandacearum, ein parasitischer Pilz, der Butternussbäume befällt und tötet.
- Parastratiosphecomyia stratiosphecomyioides, eine Waffenfliege (Stratiomyidae).
- Thermoanaerobacterium thermosaccharolyticum, ein Bakterium.

### Kurze Namen
- Ia io, eine Fledermaus.
- Yi qi, ein vogelähnlicher Dinosaurier.

### Erste und letzte im Alphabet
- Aa, der Gattungsname einer Orchidee.
- Aaadonta, der Gattungsname einer Landlungenschnecke der Familie der Endodontidae; diese Gattung besitzt Merkmale, welche genau das Gegenteil von Zyzzyxdonta darstellen.
- Aaages, der Gattungsname eines Marienkäfers.
- Aaata, der Gattungsname eines Prachtkäfers.
- Zyzzya, der Gattungsname eines Hornkieselschwamms (nicht zu verwechseln mit Zyzza, einer Gattung der Zikaden).
- Zyzzyx, der Gattungsname einer Grabwespe.
- Zyzzyxdonta, der Gattungsname einer Landlungenschnecke der Familie der Endodontidae; diese Gattung besitzt gegenteilige Merkmale von Aaadonta.

### Palindrome
Palindrome sind Wörter, die sich von hinten und von vorn mit der gleichen Bedeutung lesen lassen.
- Afgoiogfa, Gattungsname einer Plattwespe.
- Aha ha, eine australische Grabwespenart der Familie Crabronidae.[3]
- Aidemedia, Gattungsname ausgestorbener Kleidervögel von Hawaii.
- Allenella, Gattungsname einer Nacktschnecke.
- Orizabus subaziro, ein Blatthornkäfer.
- Xela alex, eine Schwebfliege.

### Anagramme
- Filago, die Gattung der Filzkräuter, wird von manchen Autoren in die Gattungen Filago, Logfia, Gifola und Oglifa aufgeteilt.

## Wortbedeutungen

### Benennung nach Prominenten
Die Benennung von Arten nach bedeutenden Personen ist in der Biologie durchaus üblich. Die folgenden Benennungen sind vor allem ungewöhnlich, weil sie nach speziellen Merkmalen bekannter Persönlichkeiten erfolgten.
- Agra schwarzeneggeri, nach Arnold Schwarzenegger benannte Laufkäferart mit stark ausgebildeten Gliedmaßen (2002 in Costa Rica entdeckt).
- Aleiodes shakirae, eine Brackwespe, deren parasitische Larven dazu führen, dass ihre Opfer den Hinterleib krümmen wie Shakira.
- Anophthalmus hitleri, eine 1937 nach Adolf Hitler benannte braune Laufkäferart, die aufgrund ihrer hohen Nachfrage als Sammlerobjekt bedroht ist.
- Campsicnemius charliechaplini, eine Langbeinfliege; die Benennung erfolgte aufgrund der Bewegung der Hinterbeine, die den Beschreiber an Charlie Chaplin erinnerte.
- Elvisaurus, ein Dinosaurier mit einem Kamm, der den Beschreiber 1993 an Elvis Presley denken ließ (wird heute zur Gattung Cryolophosaurus gerechnet).
- Jaggermeryx naida, ein ausgestorbener schweine- bis flusspferdartiger Paarhufer (Anthracotheriidae), der wegen seiner dicken, sensitiven Lippen nach Mick Jagger benannt wurde.[4]
- Kootenichela deppi, ein ausgestorbener Gliederfüßer, benannt nach Johnny Depp. Anlass sind die Scheren des Tieres, die den Benenner an den Film Edward mit den Scherenhänden erinnerten, in dem Depp die Hauptrolle spielt.[5][6]
- Nannaria swiftae, ein Tausendfüßer, der in Tennessee endemisch ist. Tennessee ist die Heimat von Taylor Swift, zu deren Ehren er benannt worden ist.[7]
- Nelloptodes gretae, ein Zwergkäfer mit zopfartigen Antennen, die an Greta Thunbergs Zöpfe erinnern.
- Neopalpa donaldtrumpi, eine Palpenmottenart, deren Kopfbeschuppung den Beschreiber an Donald Trumps Frisur erinnerte.
- Obamus coronatus, eine torusförmige Lebensform aus dem präkambrischen Ediacarium. Der Name ehrt den ehemaligen US-Präsidenten Barack Obama, aufgrund seiner Liebe und Förderung der Wissenschaften und weil die Erstbeschreiber Ähnlichkeiten der fossilen Lebensform mit seinem Ohr sahen.[8]

### Namen fiktiver Personen und Wesen

#### Aus der Welt der Sagen und Märchen
- Agra sasquatch, ein Laufkäfer mit sehr großen Füßen (Sasquatch ist ein anderer Name für den Big-Foot).
- Agra yeti, ebenfalls ein Laufkäfer und ein naher Verwandter der obigen Art. Benannt nach dem bekannten Schneemenschen Yeti.
- Aquila chrysaetos simurgh, ausgestorbene Unterart des Stein-Adlers von der Insel Kreta, benannt nach dem Fabelwesen Simurgh.
- Camelotia, ein Dinosaurier (Prosauropode) aus der Trias; benannt nach Camelot, da er in England gefunden wurde.
- Cinderella, eine Scheufliege, dies ist der Name von Aschenputtel im Amerikanischen.
- Crocidura cinderella, die Cinderella-Spitzmaus (Unterfamilie Weißzahnspitzmäuse) aus Afrika, sowie Thylamys cinderella, eine Fettschwanzbeutelratte aus Argentinien, ebenfalls benannt nach Cinderella.
- Excalibosaurus, ein Fischsaurier aus dem Jura; Aufgrund des schwertähnlichen Oberkiefers wurde hier der Name vom legendären Schwert König Artus’ gewählt.
- Gargoyleosaurus, ein mit dem Ankylosaurus verwandter Dinosaurier, benannt nach den Gargoyles.
- Marasmius oreades, der Nelken-Schwindling, ist ein Speisepilz, der oft im Hexenring wächst und deshalb nach den Oreaden benannt wurde.
- Merlinia, ein Trilobit mit dem Namen Merlins, des Zauberers aus der Artussage.
- Quetzalcoatlus, ein Flugsaurier und eines der größten flugfähigen Tiere der Erdgeschichte, benannt nach dem gefiederten Schlangengott Quetzalcoatl.
- Sanctacaris, ein primitiver, fossiler Kieferklauenträger; der Name bedeutet so viel wie „Santa Claws“, eine Verballhornung des Santa Claus.
- Smok wawelski, ein Archosauria, benannt nach dem Wawel-Drachen.

#### Mächte des Bösen und des Todes
- Adasaurus, ein kleiner fleischfressender Dinosaurier, benannt nach Ada, einem bösen Geist aus der mongolischen Mythologie.
- Baalzebub, eine Zwergradnetzspinne, benannt nach dem Beelzebub.
- Beelzebufo, prähistorische Kröte aus Madagaskar, ebenso nach dem Beelzebub benannt.
- Kali, eine Gattung von Tiefseefischen aus der Familie der Schwarzen Schlinger, benannt nach der Hindugöttin der Zerstörung und Erneuerung.
- Maip, eine Gattung großer theropoder Dinosaurier, bedeutet übersetzt „Schatten des Todes“ und bezieht sich auf ein bösartiges Wesen in der Aónikenk-Mythologie.
- Rubroboletus satanas, der Satans-Röhrling, ist eine giftige Pilzart, die außerdem eine knochenbleiche Hutoberfläche sowie blutrote Röhren und Stiel aufweist.
- Satan, eine Gattung der Katzenwelse, lebt in lichtlosen unterirdischen Gewässern.
- Vampyroteuthis infernalis, der ‚Vampirtintenfisch aus der Hölle‘.

#### Benennungen nach Wesen aus Büchern, Film und Fernsehen
- Agathidium vaderi, ein Schwammkugelkäfer, wegen des helmartigen Kopfes nach Darth Vader benannt.
- Amblyrhynchus cristatus godzilla, eine Unterart der Meerechsen, benannt nach der Kinokreatur Godzilla.[9]
- Astrolirus patricki, ein in der Tiefsee lebender Seestern, der nach dem Seestern Patrik Star aus SpongeBob Schwammkopf benannt ist, weil er wie dieser mit Schwämmen assoziiert ist.
- Bambiraptor, ein theropoder Dinosaurier; benannt nach der Zeichentrickfigur Bambi, vor allem aufgrund der Größe des Skeletts.
- Bagheera kiplingi, eine Springspinne, benannt nach dem Schwarzen Panther Bagheera (von Hindi: bāgh (बाघ) „Tiger“) aus Rudyard Kiplings Dschungelbuch.
- Bidenichthys beeblebroxi, ein Bartmännchen (Fisch) und Erechthias beeblebroxi, eine Motte; beide besitzen einen „falschen“ Kopf und wurden deshalb nach Zaphod Beeblebrox aus dem Roman Per Anhalter durch die Galaxis von Douglas Adams benannt.
- Isospora jaracimrmani (1995), Butheoloides cimrmani (2003), Parabuthus cimrmani (2004), Heterometrus cimrmani (2004) und Chaerilus cimrmani (2012), nach Jára Cimrman, einer tschechischen Kunstfigur.[10][11][12][13][14]
- Chloridops regiskongi, ein ausgestorbener Kleidervogel aus Hawaii; Nach seinem Fund wurde dieser Vogel von einem Journalisten als „a real King Kong finch“ bezeichnet.
- Conus tribblei, eine Kegelschnecke; benannt nach der Katze des Beschreibers, diese wiederum nach den pelzigen „Tribbles“, die bei Star Trek vorkommen.[15]
- Cthulhu macrofasciculumque und Cthylla microfasciculumque, zwei Protisten, aufgrund ihrer Geißeln nach der Gottheit Cthulhu sowie dessen Tochter Cthylla aus den Geschichten H. P. Lovecrafts und Brian Lumleys benannt.[16]
- Darthvaderum, eine Gattung der Hornmilben; die REM-Bilder der Mundregion erinnerten den Erstbeschreiber Hunt sofort an Darth Vader.
- Desmodus draculae. Ausgestorbene Vampirfledermaus und größte bekannte Art der Gattung. Benannt nach dem Grafen Dracula.
- Fiordichthys slartibartfasti, ein im Fiordland endemisches Bartmännchen; benannt nach Slartibartfast, dem Konstrukteur der Fjorde im Roman „Per Anhalter durch die Galaxis“.
- Ginkgoites nannyoggiae, eine fossile Ginkgo-Spezies, benannt nach Nanny Ogg aus den Scheibenwelt-Romanen.
- Gojirasaurus, ein theropoder Dinosaurier; Gojira ist der japanische Originalname von Godzilla.
- Godzillius und die Familie Godzilliidae, eine Remipedengruppe; die größten bekannten Angehörigen dieser Krebstiere leben in unterirdischen Höhlen. Der Name wurde von den Beschreibern in Anlehnung an Godzilla wegen der Größe des Tiers vergeben, dessen Körperlänge lediglich 43 mm beträgt.
- Godzilliognomus, ebenfalls ein Remipede, diesmal der kleinste bekannte. Deshalb steckt auch „Gnom“ im Namen.
- Hortipes terminator, eine Webspinne; benannt nach dem Terminator aufgrund der Form der Pedipalpen, die einer futuristischen Waffe ähneln.
- Ikrandraco avatar, ein Flugsaurier der nach den Ikran, den fliegenden Drachen im Film Avatar – Aufbruch nach Pandora benannt wurde.[17]
- Nosferatu, Buntbarschgattung aus Mexiko, benannt nach dem Vampir Nosferatu.
- Otocinclus batmani, eine Art der Ohrgitterwelse mit einem W-förmigen Zeichen an der Schwanzflosse, ebenfalls nach Batman benannt.[18]
- Pheidole drogon und Pheidole viserion[19], zwei Ameisenarten aus der Gattung Pheidole, benannt nach zwei der drei Drachen von Daenerys Targaryen aus Game of Thrones.
- Pleomothra, ein Remipede und Angehöriger der Godzilliidae; benannt nach der gigantischen Motte Mothra aus den Godzilla-Filmen.
- Polemistus chewbacca und Polemistus vaderi, zwei Grabwespen, die nach Figuren aus Star Wars benannt wurden.
- Pokemonas, Bakteriengattung aus der Ordnung Legionellales. Benannt nach ihrem Lebensstil in Kugelform in Amöben.[20]
- Ramisyllis kingghidorahi, ein Meereswurm benannt nach King Ghidorah.
- Sinemys gamera, eine fossile Schildkröte aus Japan, benannt nach Gamera, der riesigen, feuerspeienden und fliegenden Schildkröte aus der gleichnamigen japanischen Filmserie. Der Grund für die Benennung sind flügelähnliche Auswüchse am Panzer des Fossils.
- Sirenoscincus mobydick, ein madagassischer Skink mit flossenähnlichen Vordergliedmaßen und ohne Hinterbeine, benannt nach Moby-Dick[21].
- Sollasina cthulhu, ein ausgestorbener Stachelhäuter, nahe verwandt mit den Seegurken. Benannt aufgrund seines, sich durch viele Tentakeln auszeichnenden, Aussehens nach H. P. Lovecrafts Cthulhu.[22]
- Spongiforma squarepantsii, ein auf dem malayischen Teil von Borneo entdeckter Pilz aus der Familie der Dickröhrlingsverwandten, benannt nach SpongeBob Schwammkopf (SpongeBob SquarePants).
- Stichoplastoris asterix und Stichoplastoris obelix, zwei Vogelspinnenarten aus Costa Rica, benannt nach Asterix und Obelix.
- Targaryendraco, eine Flugsauriergattung, benannt nach dem Haus Targaryen aus der Fantasy-Saga Das Lied von Eis und Feuer.[23]
- Tinkerbella nana, eine Zwergwespe, benannt nach der kleinen Fee „Tinker Bell“ aus Peter Pan.[24][25]
- Trigonopterus ewok, ein Rüsselkäfer, benannt nach den Ewoks aus Star Wars VI.[26]
- Trigonopterus porg, ein Rüsselkäfer, benannt nach den pinguinähnlichen Porg aus Star Wars, da die Färbung des Käfers an einen Pinguin erinnert.[26]
- Trigonopterus chewbacca, ein Rüsselkäfer, nach Chewbacca aus Star Wars, da das Äußere der Art an diesen pelzigen Charakter erinnert.[26]
- Tritonia khaleesi, eine Nacktkiemerschnecke, benannt nach der Figur Daenerys Targaryen aus Game of Thrones (bekannt unter ihrem Herrschertitel „Khaleesi“).[27]
- Xenokeryx amidalae, fossiles Huftier, benannt nach Prinzessin Padme Amidala aus Star Wars.
- Yoda purpurata, ein Eichelwurm, benannt nach Yoda aus Star Wars.
- Zuul crurivastator, ein Ankylosaurier, benannt nach dem Dämon Zuul im Film Ghostbusters. ‚Crurivastator‘ bedeutet „Zerstörer der Schienbeine“, da die Ankylosaurier ihre knöcherne Schwanzkeule vermutlich zur Verteidigung gegen Fressfeinde einsetzten.[28]

#### Aus den Romanen von Joanne K. Rowling
Viele Taxa wurden nach Figuren der Harry-Potter-Romane von Joanne K. Rowling benannt.
- Ampulex dementor, eine Wespenart, die nach den Dementoren aus den Harry-Potter-Zauberer-Romanen benannt ist. Dementoren saugen ihren Opfern die Seele aus und machen sie dadurch willenlos. Die Wespen der Gattung Ampulex sind dafür bekannt, ihre Schabenbeute mit dem Stich ihres Stachels so zu lähmen, dass sie noch laufen können, aber willenlos von der Wespe in deren Nest gelenkt werden.[29]
- Dracorex hogwartsia, Saurier, benannt nach Hogwarts, der Schule aus den Harry-Potter-Romanen.
- Eriovixia gryffindori,[30] eine Spinnenart, die 2016 im Kans-Wald im indischen Bundesstaat Karnataka entdeckt wurde. Sie wurde aufgrund ihrer Körperform von ihren Entdeckern nach dem ursprünglichen Eigentümer des Sprechenden Huts, Godric Gryffindor aus Harry-Potter, benannt.[31]
- Harryplax severus, eine Krabbenart, deren Name sowohl den Meeresforscher Harry T. Conley als auch Harry Potter und Severus Snape aus den Harry-Potter-Romanen ehrt.[32]
- Lusius malfoyi, eine Wespenart, die in Neuseeland heimisch ist und ebenfalls nach einem Harry-Potter-Charakter benannt wurde: Lucius Malfoy. Der Grund dafür ist, dass durch die Benennung gezeigt werden soll, dass nicht alle Wespen so gefährlich sind, wie man ihnen nachsagt. Lucius Malfoy gilt als ergebener Diener von Antagonist Lord Voldemort, hintergeht diesen am Ende aber.[33]
- Lycosa aragogi,[34] Wolfsspinnenart, benannt nach der Riesenspinne Aragog aus den Harry-Potter-Geschichten.
- Trimeresurus salazar, eine grüne Grubenotter aus den Tieflanden des westlichen indischen Bundesstaates Arunachal Pradesh, benannt nach dem Parselmund und Hogwarts-Mitgründer Salazar Slytherin.[35]

#### Aus den Romanen von J. R. R. Tolkien
Aufgrund der Popularität J. R. R. Tolkiens, des Autors des Herrn der Ringe, wurden von Wissenschaftlern viele Tiere ihm zu Ehren benannt. Besonders Leigh Van Valen benannte 1978 eine ganze Menge Säugetiere aus dem Paläozän nach Charakteren und Begriffen aus Tolkiens fiktiver Welt Mittelerde.
Zu den nicht verlinkten Charakteren, siehe den Artikel Figuren in Tolkiens Welt.
- Aenigmachanna gollum, ein höhlenbewohnender Schlangenkopffisch, benannt nach Gollum.
- Arcella gandalfi, eine Schalenamöbe (Testate Amöbe) mit einem Schutzpanzer der wie Gandalfs Hut geformt ist.[36]
- Aletodon mellon, ein Säugetier aus dem Paläozän; mellon stammt aus der elbischen Sprache Sindarin und bedeutet „Freund“, dieses Wort stellte das Passwort nach Moria dar.
- Ancalagon, ein Priapswurm aus dem Kambrium sowie Ankalagon, ein Säugetier aus dem Paläozän aus der Gruppe der Mesonychia; beide wurden nach dem Drachen Ancalagon benannt.
- Anisonchus eowynae, ein weiteres Säugetier (Urhuftier) aus dem Paläozän, benannt nach Éowyn, der Schwester König Éomers von Rohan.
- Beorn leggi, eine ausgestorbene Bärtierchen-Art, benannt nach Beorn, einer Figur, die zwischen Bären- und Menschengestalt wechseln kann.
- Bomburia, Säugetier (Urhuftier) aus dem Paläozän, benannt nach Bombur, einem Zwerg.
- Bubogonia bombadili und Protoselene bombadili, weitere Säugetiere aus dem Paläozän, diesmal benannt nach Tom Bombadil.
- Claenodon mumak, Säugetier aus dem Paläozän, benannt nach Mûmak, einer Art Mittelerde-Elefant.
- Deltatherium durini, Säugetier (Urraubtier) aus dem Paläozän, nach dem Zwergenvater Durin benannt.
- Earendil, eine Gattung von Säugetieren aus dem Paläozän, benannt nach Earendil, dem Vater Elronds.
- Elachista amrodella, E. aredhella, E. caranthirella, E. curufinella, E. daeronella, E. diorella, E. finarfinella, E. gildorella, E. indisella, E. maglorella, E. miriella, E. turgonella, alles Grasminiermotten, benannt nach verschiedenen Elben, u. a. Amrod, Aredhel, Caranthir, Curufin, Daeron, Dior (König von Doriath), Finarfin (König in Aman), Gildor Inglorion, Indis, Maglor, Miriel, Turgon.
- Fimbrethil ambaronae, Säugetier (Urhuftier) aus dem Paläozän, benannt nach Fimbrethil, einer Entfrau, und Ambaróna, wie der Entwald benannt wurde.

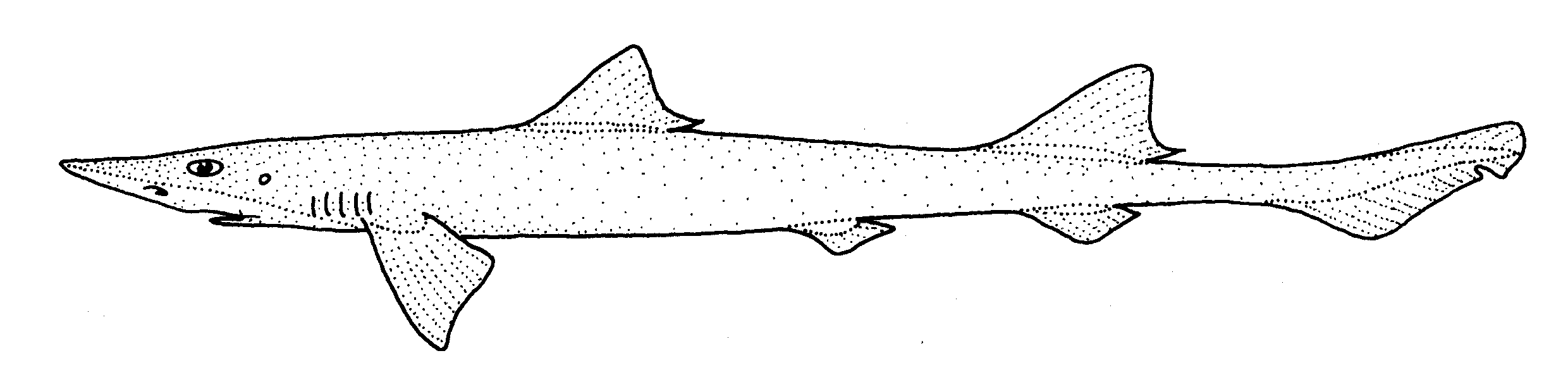
Der Hai Gollum attenuatus, Zeichnung: Tony Ayling

- Gollum, eine Gattung der Haifamilie Pseudotriakidae, benannt nach Gollum, dem früheren Hüter des Ringes.
- Gollumia, eine Schneckengattung aus der Türkei, ebenfalls nach Tolkiens Gollum benannt.
- Gollumjapyx smeagol, ein 2006 entdeckter, höhlenbewohnender Doppelschwanz.
- Gwaihiria, eine Wespengattung (Diapridae), benannt nach Gwaihir, dem König der Adler.
- Litaletes ondolinde, Säugetiere (Urhuftiere) aus dem Paläozän, benannt nach Ondolindë, dem ursprünglichen Namen der Elbenstadt Gondolin.
- Macrostyphlus frodo und Macrostyphlus gandalf, zwei Rüsselkäfer, benannt nach dem Hobbit Frodo Beutlin bzw. dem Zauberer Gandalf.
- Mimotricentes mirielae, Säugetier aus dem Paläozän, nach der Elbin Míriel.
- Mimatuta morgoth, ein Säugetier (Urhuftier) aus dem Paläozän, benannt nach Morgoth, dem „Dunklen Feind der Welt“.
- Mimatuta minuial, ein Säugetier aus dem Paläozän, benannt nach den elbischen Wörtern „Min“ für Gipfel und Uial für Dämmerung.
- Mithrandir, eine Gattung von Säugetieren aus dem Paläozän, nach dem Sindarin-Namen des Zauberers Gandalf (Mithrandir = „Grauer Wanderer“).
- Niphredil radagasti, Säugetier aus dem Paläozän, nach Niphredil, einer kleinen Blume in Mittelerde, und Radagast dem Braunen.
- Osteoborus orc, kein Ork, sondern ein Hund aus dem Pliozän.
- Oxyprimus galadrielae, noch ein Säugetier (Urhuftier) aus dem Paläozän, diesmal nach der Elbin Galadriel benannt.
- Pericompsus bilbo, ein Laufkäfer, nach Bilbo, dem Titelhelden von Der Hobbit. Dieser Käfer wurde so benannt mit der Begründung: „Er war kurz, dick und hatte haarige Füße“.
- Platymastus palantir, wieder mal ein Säugetier aus dem Paläozän, diesmal nach den palantíri, den Sehenden Steinen.
- Protungulatum gorgun, ein Säugetier, nach dem Namen der Waldmenschen für die Orks: gorgûn.

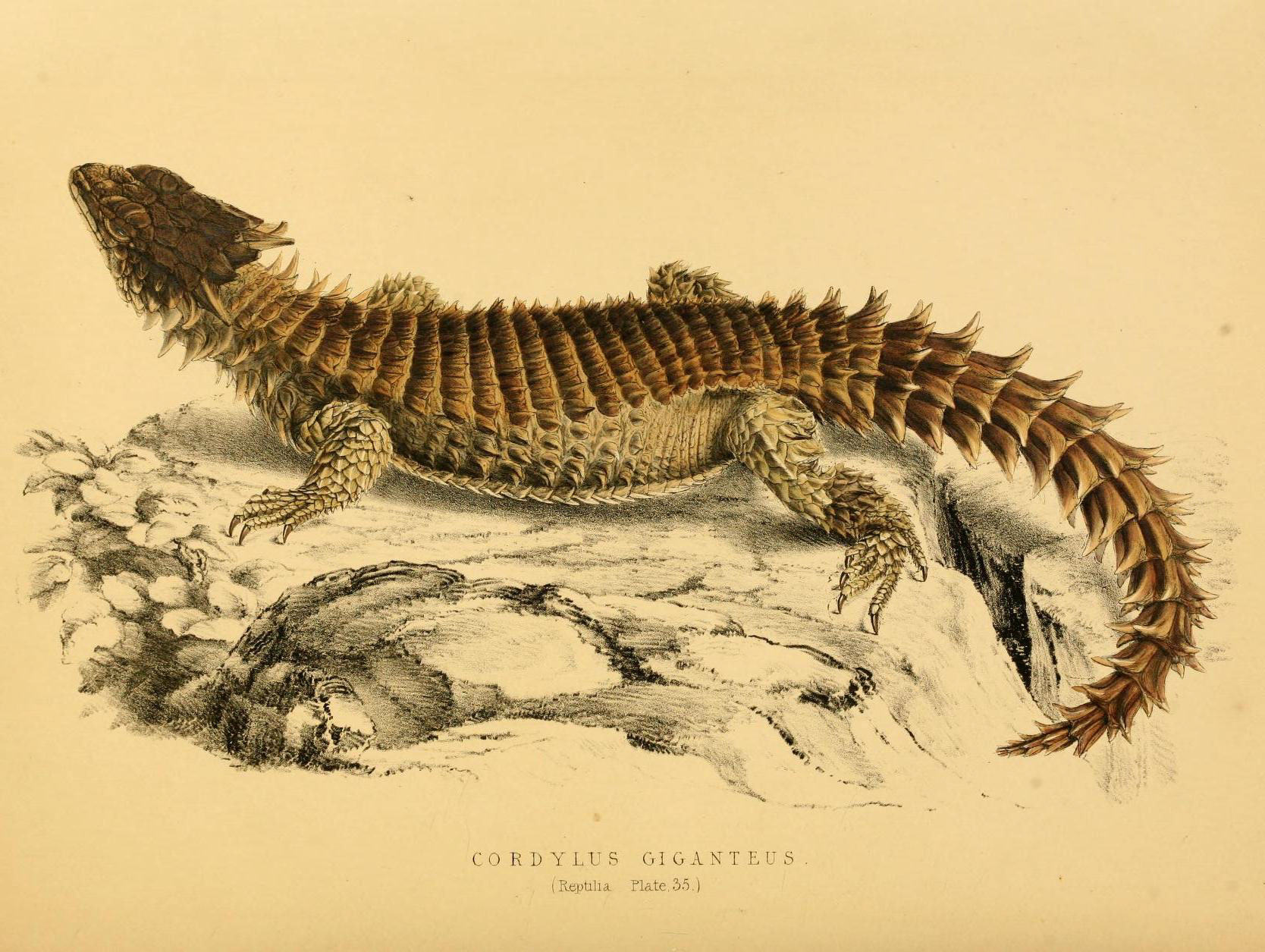
Smaug giganteus

- Sauroniops, eine Gattung großer fleischfressender Carcharodontosaurier. Übersetzt heißt der Name „Saurons Auge“.
- Smaug, eine nach dem Drachen aus dem Buch Der Hobbit benannte Gattung der Gürtelschweife.
- Smeagol, neuseeländische Schneckengattung aus der Familie der Smeagolidae; beide Namen spiegeln den ursprünglichen Namen von Gollum wider, genauso wie Smeagolia, eine Wespe (Pteromalidae).
- Syconycteris hobbit, ein Langzungenflughund.
- Thangorodrim thalion, ein Säugetier aus dem Paläozän. Der Thangorodrim ist ein Berg in der Vorzeit von Mittelerde, Thalion (elbisch für „der Starke“) ist der Beiname von Húrin, einer Figur aus Tolkiens Das Silmarillion.
- Tinuviel, ein Säugetier (Urhuftier) aus dem Paläozän, nach dem Beinamen der schönsten Elbin Lúthien. Tinuviel bedeutet „Nachtigall“.

### Sonstige Kuriosa
- Agra phobia, ein südamerikanischer Laufkäfer, nach dem englischen Agraphobia, der übertriebenen Angst vor sexuellem Missbrauch oder Situationen, die zu einem solchen führen könnten.
- Agra vation, ein metallisch-grüner Laufkäfer aus Peru, nach dem englischen Aggravation (sic), Ärger, Verschlechterung, Verschlimmerung.
- Ameiva nodam und Ameiva aggerecusans, zwei peruanische Echsenarten. Der Name (englisch „nodam“ = kein Staudamm bzw. lateinisch „agger“ = Damm und „recusare“ = zurückweisen) soll auf die Bedrohung der Tiere durch örtliche Staudammprojekte aufmerksam machen.[37]
- Basfia, eine Bakteriengattung, die nach dem Chemiekonzern BASF benannt wurde, weil der erste isolierte Bakterienstamm aus den Labors der BASF in Ludwigshafen stammte.
- Brasilestes stardusti, fossiles Säugetier aus Brasilien, benannt nach dem Lied Ziggy Stardust von David Bowie.
- Cafeteria, eine Gattung planktisch lebender Geißeltierchen (Flagellaten), die eine wichtige Rolle in der Nahrungskette spielt.
- Callicebus aureipalatii, übersetzt der Golden Palace Monkey, benannt nach dem Online-Casino GoldenPalace.com, das den Namen auf einer Auktion zugunsten des Madidi-Nationalparks in Bolivien ersteigerte.
- Deefgea rivuli, ein schleimbildendes Bakterium, das in extrem kalkhaltigem Wasser lebt. Es trägt seinen Namen zu Ehren der Forschungsförderungsorganisation Deutsche Forschungsgemeinschaft (DFG).
- Dreadnoughtus, ein sauropoder Dinosaurier, dessen Name aus den englischen Wörtern dread und nought zusammengesetzt ist und auf die Größe des Tieres bezogen ist. Die deutsche Übersetzung ist „Fürchte nichts“.
- Electrolux, ein Rochen aus der Familie der Schläferrochen, der seine Nahrung einsaugt und elektrische Schläge austeilen kann, nach der schwedischen Hausgerätefirma Electrolux, die vor allem durch ihre Staubsauger bekannt wurde.
- Euglossa bazinga, eine Bienenart, nach Sheldon Coopers Ausruf „Bazinga!“ aus der Serie The Big Bang Theory.
- Eurythenes plasticus, ein Tiefsee-Flohkrebs, benannt um auf die Verschmutzung der Meere durch Plastikmüll aufmerksam zu machen.[38]
- Fenerbahce, eine Gattung der Zahnkärpflinge, benannt nach dem türkischen Fußballverein Fenerbahçe Istanbul.[39]
- Der theropode Dinosaurier Gasosaurus ist nach dem Ölbohrunternehmen benannt, das die Fundstelle entdeckte (englisch 'gas(oline)', was 'Benzin' bedeutet). Das chinesische Wort für Benzin bedeutet daneben aber auch „Ärger machen“ – ein passender Name für einen Raubdinosaurier.[40]
- Heerz lukenatcha ist der Name einer parasitisch lebenden Wespe. Die Beschreibung erfolgte durch P. M. Marsh, der für die Namensgebung eine umgangssprachlich-phonetische Schreibweise des von Humphrey Bogart gesprochenen Satzes „Here’s looking at you, (kid).“ (deutsche Übersetzung: „Ich seh dir in die Augen, (Kleines!)“) aus dem Film Casablanca wählte.
- Imperator ist der Name einer Pilzgattung, der sich aufgrund ihrer prachtvollen Fruchtkörper auf den Kaisertitel bezieht.[41]
- Irritator challengeri ist ein Dinosaurier aus der Familie der Spinosauridae. Die Namensgebung der Gattung wurde von den Autoren mit der Irritation begründet, die sie empfanden, als sie die künstliche Verlängerung der Schnauze des Fossils bemerkten. Dieses war von privaten Sammlern falsch rekonstruiert und mit Modelliermasse zu vervollständigen versucht worden. Namensgebend für das Epitheton war der fiktive Professor Challenger in Sir Arthur Conan Doyles Roman „Die vergessene Welt“ („The Lost World“).[42]
- La cerveza, ein Kleinschmetterling aus der Familie der Crambidae; La cerveza ist spanisch und bedeutet „Das Bier“. Die Gattung umfasst außerdem die Arten La paloma und La cucaracha[43].
- Lycoperdon (Stäublinge), gr. wörtlich „Wolfsfurz“.
- Macrostylis metallicola, eine Tiefseeassel, deren Name der Band Metallica gewidmet wurde, um gleichzeitig auf die Auswirkungen des Tiefseebergbaus auf betroffene Ökosysteme aufmerksam zu machen ('metallicola' bedeutet auch „Metallbewohnerin“ und weist auf den Lebensraum der Art hin, der zahlreiche Manganknollen enthält).[44]
- Mantispa aphavexelte wurde 1994 von den österreichischen Entomologen Ulrike und Horst Aspöck als Name für eine lange Zeit auf Grund einer Verwechselung falsch bezeichnete Art aus der Familie der Fanghafte festgelegt. Als ironische Ablenkung von der tatsächlichen Etymologie („eine verwechselte“ in österreichischer Aussprache) schrieben die Autoren, Aphavexelte sei der Name der griechischen „Göttin der Konfusion“.
- Megalopinus lapsus, eine asiatische Käferart. Da der ursprünglich verwendete Artname bereits vergeben war und somit ein Homonym erzeugt wurde, wurde dieser Fehler (= Lapsus) durch Umbenennung ausgebessert.[45]
- Mini, eine kleine südamerikanische Froschgattung, gibt Anlass zu Wortkombinationen mit dem Artnamen wie Mini ature, Mini mum oder Mini scule („miniscule“ bedeutet im Englischen winzig).
- Oedipina complex (ehemals Oedipus complex[46]), Tropensalamanderart aus Panama, Ecuador und Kolumbien, benannt nach dem Ödipuskomplex.
- Parvamussium mordsdrum, eine fossile Muschelart, mundartlich-österreichisch aufgrund ihrer außergewöhnlichen Größe benannt („Mordsdrum“ = ein Riesending).[47]
- Potamophylax coronavirus, eine Köcherfliegen-Art aus dem Kosovo, benannt nach dem Corona-Virus.[48]
- Proceratium google, eine Ameisenart auf Madagaskar. Benannt nach der Suchmaschine von Google Inc. aus Dankbarkeit für Google Earth.
- Seltsamia, eine Gattung kleiner Schlauchpilze, erhielt ihren Namen aufgrund ihrer für die Familie (Cucurbitariaceae) untypischen Morphologie.[49]
- Synalpheus pinkfloydi, eine an der Pazifikküste Panamas vorkommende Zehnfußkrebsart. Die Erstbeschreiber widmeten die neue Art Pink Floyd, da der Krebs eine große rosafarbene Schere besitzt.
- Syracosphaera azureaplaneta, Protist, der nach der Naturdokumentation Unser blauer Planet (engl. The Blue Planet) benannt wurde.[50]
- Tamoya ohboya, eine rezente Würfelqualle (‘Oh boy’).
- Trigonopterus corona, ein Rüsselkäfer, der nach dem Corona-Virus benannt ist, da die Wissenschaftler nicht auf Expedition gehen konnten und daher bereits entdeckte Arten beschrieben.[51]
- Trigonopterus hoppla, ein Rüsselkäfer, der nach dem Deutschen „Hoppla“ benannt ist, da die Arttrennung ziemlich überraschend ist.[51]
- Tupuxuara deliradamus, ein Flugsaurier. Der Artname bedeutet übersetzt in etwa „Verrückter Diamant“ und ist eine Anspielung auf den Pink-Floyd-Song Shine On You Crazy Diamond.[52]
- Tyrannasorus rex, ein ausgestorbener Käfer der Familie Hybosoridae. Benannt wurde er nach der Typusgattung Hybosorus sowie dem Dinosaurier Tyrannosaurus rex. Der Gattungsname lässt sich mit „tyrannischer Haufen“ übersetzen, bezogen auf das Harz, in dem das Tier eingeschlossen und fossilisiert wurde.[53]
- Umma gumma, eine Prachtlibelle, Anspielung auf das Musikalbum Ummagumma von Pink Floyd.[54]
- Vallonia eiapopeia, Vallonia hoppla (mit der Nominatunterart V. hoppla hoppla) und Vallonia patens tralala sind Grasschnecken (Familie Valloniidae), die 1996 von Jochen Gerber beschrieben wurden.[55]
- Vini vidivici, ausgestorbener Papagei von den Marquesas, benannt nach Julius Cäsars Zitat Veni vidi vici.